# Wilhelm Balmer (Maler, 1865)

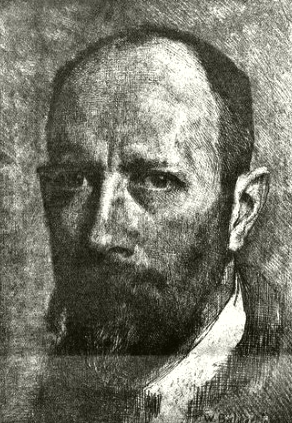
Wilhelm Balmer

Paul Friedrich Wilhelm Balmer (* 18. Juni 1865 in Basel; † 1. März 1922 in Bolligen) war ein Schweizer Kunstmaler.

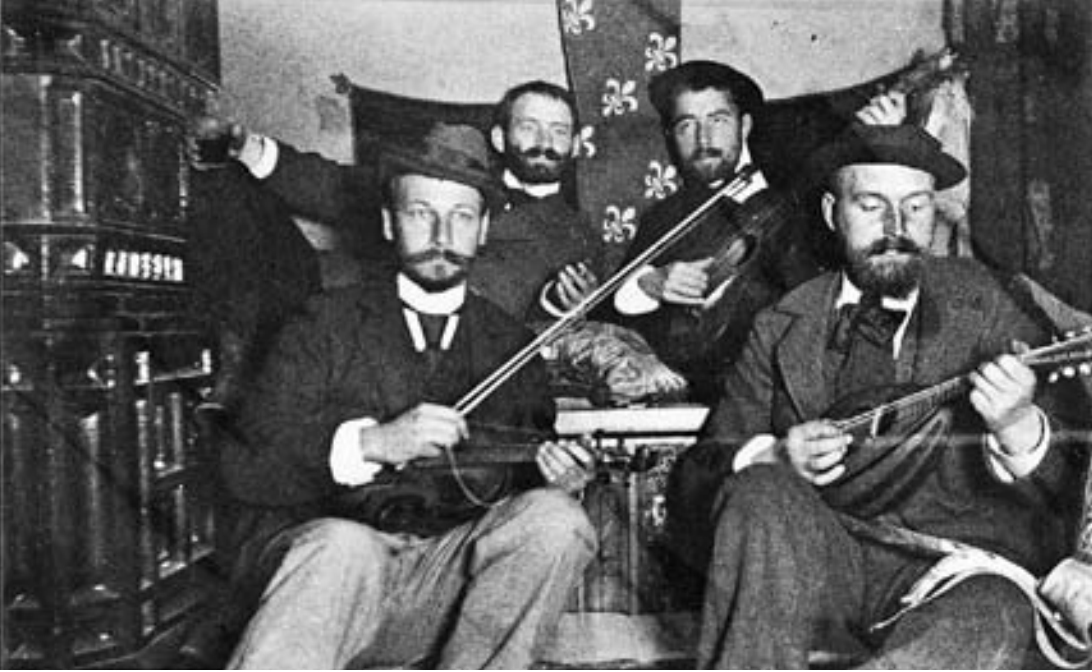
1898, Balmer, Emil Schill, Fritz Mock und Franz Baur, v. l. n. r.

## Biografie
Wilhelm Balmer, der Sohn des Mathematiklehrers Johann Jakob Balmer und der Pauline Rinck. Sein Onkel war Wilhelm Balmer sein Cousin Wilhelm Friedrich Balmer.
Balmer absolvierte in Basel die Matura. Da er Architekt werden wollte, begann er eine Lehre als Zimmerer und besuchte den Zeichenunterricht bei Fritz Schider. Auf Rat von Ernst Stückelberg wechselte Balmer zur Malerei. Von 1884 bis 1889 die Kunstakademie München in der Klasse von Ludwig von Löfftz. In München lernte er Ernst Kreidolf, Carl Theodor Meyer-Basel, Johann Burger, Albert Welti, Emyl Keyser und Eduard Zimmermann kennen. Zimmermann schuf für Balmers Sohn Rico eine Büste.
Zwischen 1887 und 1892 unternahm Balmer mehrere Reisen mit langen Aufenthalten in Paris, den Niederlanden, London und Rom. Balmer unterrichtete auch als Zeichenlehrer an der Bezirksschule in Böckten und förderte das Talent von Emilio Müller. Es folgten Studienreisen nach Italien, Belgien, Holland, England, Paris und Le Havre, wo er seine spätere Frau Alice Vieillard kennen lernte und 1893 in der Schweiz heiratete. Zusammen hatten sie vier Kinder.
Als 1892 Balmer in die Schweiz nach Basel zurückkehrte, erhielt er eine Reihe von Porträtaufträgen. Es entstanden zahlreiche Bildnisse von Kindern und Erwachsenen, mehrfach porträtiert er auch seine Kinder sowie seine Frau und beschäftigte sich als Radierer. 1897 zog er für fünf Jahre nach München und Emil Schill konnte sein Atelier an der Alemannengasse übernehmen.
Für die Erneuerung der Fassadenmalerei am Basler Rathaus schuf Balmer ab 1900 verschiedene Fassadenbilder.
- 1901 zeichnete er am Turm den 1515 in der Schlacht von Marignano gefallenen Bannerträger Hans Bär.
- Im selben Jahr restaurierte er mit Franz Bauer Malereien von Hans Bock dem Älteren an der Fassade zum Marktplatz.Wilhelm Balmer: Hans Bär, Basel (1901)

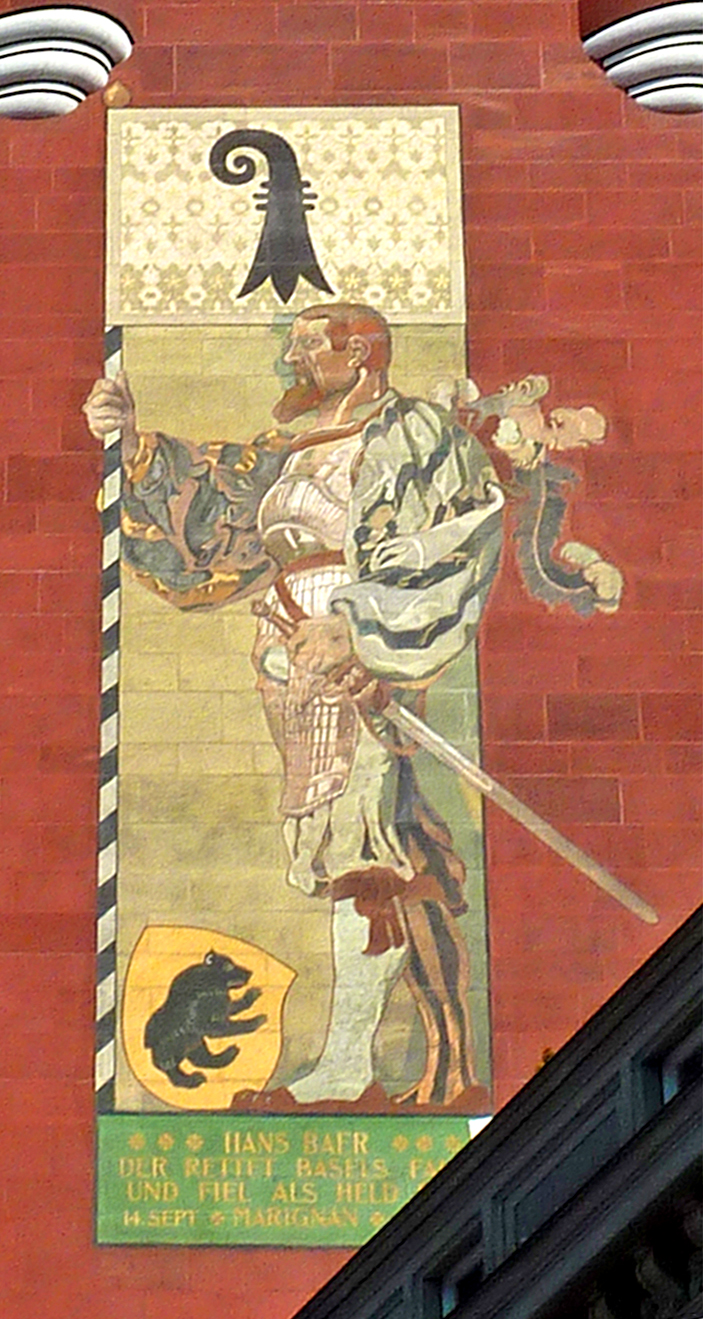
Wilhelm Balmer: Hans Bär, Basel (1901)

- 1903 erstellte er an der Innenhoffassade ein Gemälde mit der Gesandtschaft der Eidgenossenschaft, die seinerzeit in Basel Einzug hielt, und Kaiser Heinrich II., der darauf hinweist, dass sich dies am Heinrichstag ereignete.

1903 hielt er sich in Florenz und 1906 in Spanien auf. Ab 1908 wohnte er bis zu seinem Tod auf dem Anwesen Rörswil in Ostermundigen. In Bern schuf er mit seinem Studienfreund Albert Welti das grosse fünfteilige Fresko Die Landsgemeinde an der Südwand im Ständeratssaal des Bundeshauses in Bern. Bevor Welti 1912 starb, konnte dieser nur drei von den fünf Wandbilder vollenden. Balmer hat von 1912 bis 1914 nach Skizzen von Welti und eigenen Skizzen das ganze Bild zum Abschluss gebracht. Anschliessend widmete er sich zurückgezogen vor allem Interieurs und Bildnissen. Balmer war Zentralpräsident der Gesellschaft Schweizerischer Maler, Bildhauer und Architekten.